# Radio Megáfono
Radio Megáfono fue una consorcio de emisoras de radio locales que compartían parte de la programación debido a que sus emisiones se centraban en la programación local. 

## Programación
En su última temporada, la música fue ganando protagonismo debido a las discrepacias internas que no permitían determinar quién se ocuparía de las franjas horarias principales. En las anteriores temporadas, los periodistas más 
importantes fueron Isabel Marín, Adrián Carrillo, Cipriano Alonso y Juan Miguel Jiménez, que llevaron a la emisora a tener más de 200.000 oyentes [cita requerida].

## Ideología
Algo destacable es la variada línea editorial que tenía Radio Megáfono debido a que algunos dr sus comunicadores son abiertamente conservadores (como Isabel Marín), más cercanos a la izquierda (como Beatriz García o Juan M. Jiménez) u otros que eran más ambiguos en este sentido (Adrián Carrillo o el propio director de Informativos Isaac López).

## Desaparición
Tras un brusco cambio en la parrilla, en el que por diversos motivos sus principales comunicadores dejaron la cadena, gran parte de las emisoras que integraban Radio Megáfono se desvincularon, propiciando así la desaparición del consorcio.
- Datos: Q6096460